# کیمیا فارما
کیمیا فارما (انگلیسی: Kimia Farma) شرکت داروسازی اندونزیایی است، که در سال ۱۹۷۱ تأسیس شد.